# ノースランド (NPC)
ノースランド（Northland）は、ニュージーランドのファンガレイを拠点とするラグビーユニオンおよびその代表チームであり、ナショナル・プロヴィンシャル・チャンピオンシップ（NPC、ニュージーランド州代表選手権）に出場している。チーム愛称は「ノースランド・タニファ（Northland Taniwha）」。タニファは、ニュージーランドのマオリ神話に登場する巨大な怪物で、竜や蛇に似た姿をしており、チームマスコットにもなっている。

## 概要
1920年、ノース・オークランド・ラグビーユニオン（North Auckland Rugby Union）として設立された。そのため、当時のチーム名は「ノース・オークランド」。
ランファーリー・シールドについては、ノース・オークランド時代に4回連勝している。1950年から51年にかけて3勝、1960年に2勝、1971年から72年にかけて7勝、1978年から79年にかけて6勝。
1994年に、ノースランド・ラグビー・ユニオンに改称した。
ホームグラウンドは、ファンガレイにあるセメノフ・スタジアム（Semenoff Stadium）である。命名権売却前の本来の名称は「Okara Park（オカラ・パーク）」。
スーパーラグビーに出場するブルーズのフランチャイズとして、オークランド、ノースハーバーと共に所属している。
チームカラーは、スカイブルー。

## ノースランド・カウリ
ノースランド・ラグビー・ユニオンの女子15人制州代表の名称は「ノースランド・カウリ（Northland Kauri）」という。